# Eilabun-massakren
Eilabun massakren blev begået af den israelske hær under Operation Hiram den 30. oktober 1948. I alt blev 14 palæstinensere fra Eilabun dræbt, 12 af dem henrettet af de israelske styrker efter at byen havde overgivet sig. De resterende indbyggere blev tvunget til Libanon, hvor de boede som flygtninge i nogle måneder.
Massakren i Eilabun er relativt godt dokumenteret, til dels fordi det er en af de få arabiske landsbyer ud af de hundreder, som blev affolkede under Den Arabisk-Israelske krig 1948, hvor de fleste af de, som måtte flygte, var i stand til at vende tilbage.

## Baggrund
Efter et slag udenfor landsbyen, under hvilket 6 israelske soldater blev såret og 4 pansrede biler blev ødelagt, som en del af Operation Hiram, entrede Golani Brigadens 12. Batalion den 30. oktober 1948 den kristne marronittiske landsby og fik en overgivelse i stand. De kom ind i en by hvor hvide flag vejede, eskorteret af 4 lokale præster. De fleste af indbyggerne gemte sig i 2 kirker. Soldaterne var vrede over de tab, som de havde lidt eller over oplysninger om at en procession havde fundet sted en måned tidligere, hvor hovederne af 2 halshugne israelske soldater, som var savnet efter et angreb på en nærliggende bakkeskråning, var blevet vist frem.
Soldaterne beordrede folk til at samles på landsbyens torv. En gammel mand blev skudt, da han kom ud fra en kirke på samme tid, som de andre landsbyboere også kom frem fra deres skjul.
Den øverstbefalende beordrede at de tilbageværende indbyggere, omkring 800 mennesker, skulle føres til den nærliggende landsby Maghar, omkring 5 km. mod nord. Den øverstbefalende og 2 andre soldater udvalgte derpå 17 unge mænd, og henrettede 12 af dem med koldt blod. De resterende 5 blev tilbageholdt og brugt som levende skjolde for at beskytte pansrede vogne, og blev senere sendt til en krigsfange-lejr. Den israelske hær plyndrede derpå byen.
Da landsbyboerne nåede Maghar, blev de beordret af soldaterne til at fortsætte til Kafr Inan. Da de nærmede sig Kafr Inan, blev en anden gammel mand , Sam'an ash Shoufani, dræbt af ild som kom fra en pansret bil, hvilket bragte dødstallet op på 14. Tre kvinder blev også såret. Indbyggerne fra Kafr Inan og Eilabun blev tvunget til Farradiyya, en nærliggende landsby. De israelske soldater samlede folkene fra Eilabun, Kafr Inan and Farradiyya, og røvede dem for omkring 500 £. Kvinderne blev berøvet deres smykker. Efter at have overnattet i Farradiyya, skildte de israelske soldater næste morgen kvinder, børn og gamle fra mændene. Omkring 42 unge mænd fra disse 3 byer blev sendt i fange-lejre. Kvinderne, børnene og de gamle fra de 3 landsbyer blev derpå beordret til at afmarchere til Meirun, hvor de tilbragte 3 nætter uden hverken føde eller vand. Ved Meirun smed israelerne dem alle sammen ind i kreatur-lastbiler , og kørte dem til Rmeish (i Libanon). Kafr Inan og Farradiyya blev senere jævnet med jorden af den israelske hær.
Omkring 52 landsbyboere blev efterladt i Eliabun, især gamle og børn. Landsbypræsterne klagede højlydt over uddrivelsen af beboerne og forlangte at de kom tilbage. Efter at en undersøgelse blev indledt af De Forenede Nationer og efter pres fra Vatikanet, lykkedes det til sidst for landsbyboerne at vende tilbage, seks måneder efter massakren. Størstedelen af befolkningen kom tilbage fra Libanon, og alle mændene blev løsladt fra fangelejrene.
Massakren blev dokumenteret i en rapport, udfærdiget af observatører fra FN.
Eilabun var den eneste landsby ud af 532 palæstinensiske landsbyer, hvor udsmidninger fandt sted, hvis befolkning fik lov at vende tilbage. Langt størstedelen af de andre 531 landsbyer blev jævnet med jorden af den israelske hær.
Den palæstinensiske kunstner Hisham Zreiq (Zrake), hvis familie oprindelig kom fra Eilabun, har dedikeret to af sine kunstværker, og en dokumentarfilm ved navn Eilabuns Sønner, The Sons of Eilaboun, til massakren i Eilabun.

## Eksterne links
- Palestine Remembered – Eliabun Arkiveret 19. februar 2010 hos  Wayback Machine
- Sons of Eliaboun Arkiveret 1. februar 2020 hos  Wayback Machine
- Palestinian Diaspora Arkiveret 21. august 2006 hos  Wayback Machine by Gary Olson
- Leaving Haifa, 1999 Arkiveret 10. juni 2008 hos  Wayback Machine
- The Palestinians' Right of Return Arkiveret 29. september 2007 hos  Wayback Machine by Robin Miller
- The expulsion of the Palestinians re-examined By Dominique Vidal
- Right of Return story Arkiveret 10. februar 2012 hos  Wayback Machine

32°50′18″N 35°24′03″Ø / 32.8384°N 35.400761°Ø